# East Linton Bridge
Die East Linton Bridge, auch Old Tyne Bridge, ist eine Brücke in der schottischen Ortschaft East Linton in der Council Area East Lothian. 1971 wurde das Bauwerk in die schottischen Denkmallisten in der höchsten Kategorie A aufgenommen.

## Geschichte
Vor Errichtung einer Brücke diente eine rund 100 m flussaufwärts gelegene Furt der Querung des Tynes bei East Linton. Am Ort der heutigen Brücke befand sich ein Vorgängerbauwerk. Englische Truppen querten den Tyne auf dieser Brücke und französische Truppen zerstörten sie 1549, um den Rückszugsweg der Engländer abzuschneiden. Die heutige Brücke war spätestens 1560 fertiggestellt, sodass sie in dem zwischenliegenden Zeitraum entstanden sein muss. Mehrfach wurden Reparaturarbeiten an der Brücke ausgeführt, so 1625, 1639, 1661, 1763 und 1934. Im Zuge der Arbeiten im Jahre 1763 wurde wahrscheinlich die Brücke verbreitert. Einst querte die A1 auf dieser Brücke den Tyne. Zur Entlastung wurde jedoch 1927 eine flussaufwärts gelegene Brücke eingeweiht. Heute nutzt diese die A199.

## Beschreibung
Der 30 m lange und 5,7 m breite Mauerwerksviadukt liegt am Südrand von East Linton. Er überspannt den Tyne mit zwei Segmentbögen mit Stützweiten von 12,2 m. Das Mauerwerk besteht aus grob zu Quadern behauenem roten und gelben Sandstein, der zu einem Schichtenmauerwerk mit ausgemauerten Bögen verbaut wurde. Der zentrale Pfeiler ist mit einem dreieckig hervortretenden Eisbrecher ausgestattet. Die Brücke weist architektonische Parallelen zur Abbey Bridge in Haddington auf. Die begrenzenden Brüstung wurden um 1895 erhöht.